# Melstone
Melstone est une municipalité américaine située dans le comté de Musselshell au Montana. Selon le recensement de 2010, sa population est de 96 habitants. La municipalité s'étend alors sur une superficie de 0,69 milles carrés (1,79 km2).
Melstone est nommée en l'honneur du journaliste de l'Associated Press Melvin Stone, qui empruntait la Milwaukee Road avec le président du chemin de fer lorsque celui-ci nommait les gares sur leur route.